# Latinersejl
Et latinersejl er i skibsterminologi betegnelsen for et trekantet sejl, som sættes på et langskibs rundholt.